# Just Fontaine
Just "Justo" Fontaine (Marrakech, 18. kolovoza 1933. – Toulouse, 28. veljače 2023.) bio je francuski nogometaš.
Rođen je u Maroku 1933. godine, koji je tada bio pod francuskom vlasti. Otac mu je Marokanac, a majka Španjolka, ali je nastupao za Francusku nogometnu reprezentaciju. 
Na Svjetskom nogometnom prvenstvu 1958. godine u Švedskoj postigao je 13 golova, što je rekord za broj golova na jednom svjetskom nogometnom prvenstvu. Dobio je nagradu "Zlatna kopačka". Postigao je barem jedan gol na svakoj utakmici. To je uspjelo još samo Alcidesu Ghiggiji. Francuska je bila treća na tom prvenstvu. Just Fontaine je četvrti u poretku najboljih strijelaca svjetskih prvenstava iza Miroslava Klosea koji je ukupno postigao 16 pogodaka,  Ronalda koji je postigao 15 golova na četiri svjetska prvenstva i Gerda Müllera koji je postigao 14 pogodaka na 2 svjetska prvenstva.
Fontaine je započeo nogometnu karijeru u marokanskom klubu USM Casablanca. Kasnije je igrao za francuske nogometne klubove Nicu i Stade Reims. U 9 sezona postigao je 165 golova u 200 utakmica. Dva puta, osvojio je naslov sa Stade Reimsom 1958. i 1960. godine. Te dvije godine bio je i najbolji strijelac francuske lige.
Za Francusku nogometnu reprezentaciju postigao je 30 golova u 21 nastupu. U prvoj utakmici za reprezentaciju protiv Luksemburga 1953. godine, zabio je hat-trick.
Kao nogometni trener trenirao je Francusku nogometnu reprezentaciju, ali samo na dvije prijateljske utakmice, koje su obje završile porazom. S Marokanskom nogometnom reprezentacijom bio je treći na Afričkom kupu nacija 1980. godine. Bio je i trener Luchona, PSG-a i Toulouse-a.
Francuski nogometni savez izabrao ga je 2003. godine za najboljeg francuskog nogometaša u posljednjih 50 godina. Nalazi se na popisu najboljih 100 nogometaša po izboru FIFE i Peléa 2004. godine.